# Лекок, Альберт фон
Альберт фон Лекок (нем. Albert von Le Coq; 8 сентября 1860, Берлин — 21 апреля 1930, Берлин) — немецкий исследователь Центральной Азии, археолог.

## Биография
Альберт фон Лекок родился в семье богатого негоцианта в Берлине. Он учился в Германии, Англии, США. Родители хотели, чтобы он занимался коммерческой деятельностью, и дали ему соответствующее образование.
В 1902—1903 годах Альберт Грюнведель возглавил первую немецкую экспедицию в Турфан, Синьцзян. В число его выдающихся открытий входит обнаружение массивных руин около Гаочана. Он описал события, произошедшие во время этой экспедиции, в своей книге «Bericht über archäologische Arbeiten in Idikutschahri und Umgebung im Winter 1902—1903» (1905). Грюнведель сам возглавил третью немецкую экспедицию в Турфан в 1905—1907 годах, результаты которой были опубликованы в «Altbuddhistische Kultstätten in Chinesisch-Turkistan» (1912).
Последующие три немецкие экспедиции были профинансированы государством. Вторая имела наименование «Первая королевская прусская экспедиция», возглавил её Альберт фон Ле Кок, научный сотрудник Музея. Вместе с Бартусом он проработал в Турфане с ноября 1904 году по декабрь 1905 году.
Третья экспедиция под руководством Грюнведеля прибыла в Кашгар в декабре 1905 года. Две экспедиции соединились и завершили совместную работу в июне 1907 года. В середине 1906 года Ле Кок из-за болезни был вынужден вернуться домой. Грюнведель и Бартус продолжали работу, проводя раскопки западнее Турфана, в том числе в буддийских пещерных храмах Кизила.
Он умер в Берлине в 1930 году.

## Научная деятельность
Во время одной из экспедиций немецкого учёного и путешественника Альберта фон Лекока в Восточный Туркестан был обнаружен небольшой попорченный лист бумаги, который содержал два текста, написанные уйгурским письмом. Первое произведение — это манихейский гимн в стихотворной форме. Второй текст замечателен тем, что является первым и единственным дошедшим до нас древнетюркским сочинением на любовно-лирическую тему. Оно написано на листе бумаги без выделения графической формы стиха, так же, как были высечены на камнях орхонские и енисейские надписи и создана древнетюркская «Книга гаданий». Несоблюдение на письме графической формы стиха — распространённое явление в тюркоязычной словесности. Так, например, не выделены стихотворные части в эпосе «Огуз-наме» и в «Китаб-и дедем Коркут».
Это стихотворение, конечно, привлекло внимание учёных, однако исследовано оно явно недостаточно, особенно с точки зрения того значения, которое оно имеет в эволюции тюркских поэтических форм и преемственности литературного процесса у тюрков.
Впервые текст был издан с транскрипцией и переводом А. фон Лекоком в 1919 году. Следующий издатель древнеуйгурского лирического стихотворения — Г. Шедер в дополнениях к своему исследованию дал транскрипцию текста на основе публикации Лекока, расположив текст двустишиями. Г. Шедер не занимался специально стихотворной формой произведения и остановил своё внимание на нем в связи с его содержанием, которое он исследовал в целях обнаружения истоков мистики в поэзии.
Автор множества исследований и статей.

## Избранные труды
- von Le Coq, Albert (1928), Barwell, Anna, trans. (ed.), Buried Treasures of Chinese Turkestan: An Account of the Activities and Adventures of the Second and Third German Turpan Expeditions, London: George Allen & Unwin{{citation}}:  Википедия:Обслуживание CS1 (множественные имена: editors list) (ссылка) (Repr: 1985, OUP. ISBN 0-19-583878-5)
- von Le Coq, Albert (1922), Die buddhistische Spätantike in Mittelasien, vol. 1: Die Plastik, Berlin: Dietrich Reimer
- Hopkirk, Peter (1980), Foreign Devils on the Silk Road: The Search for the Lost Cities and Treasures of Chinese Central Asia, Amherst: University of Massachusetts Press, ISBN 0-87023-435-8